# پوسترلمووک
پوسترلمووک (به چکی: Postřelmůvek) یک منطقهٔ مسکونی در جمهوری چک است که در ناحیه شومپرک واقع شده‌است. پوسترلمووک ۴٫۰۱ کیلومتر مربع مساحت و ۳۳۹ نفر جمعیت دارد و ۳۲۲ متر بالاتر از سطح دریا واقع شده‌است.